# 中国—加拿大关系
中華人民共和國—加拿大關係（英語：Canada–People's Republic of China relations），指中華人民共和國於1949年建國後与加拿大之间的关系。

## 政治关系

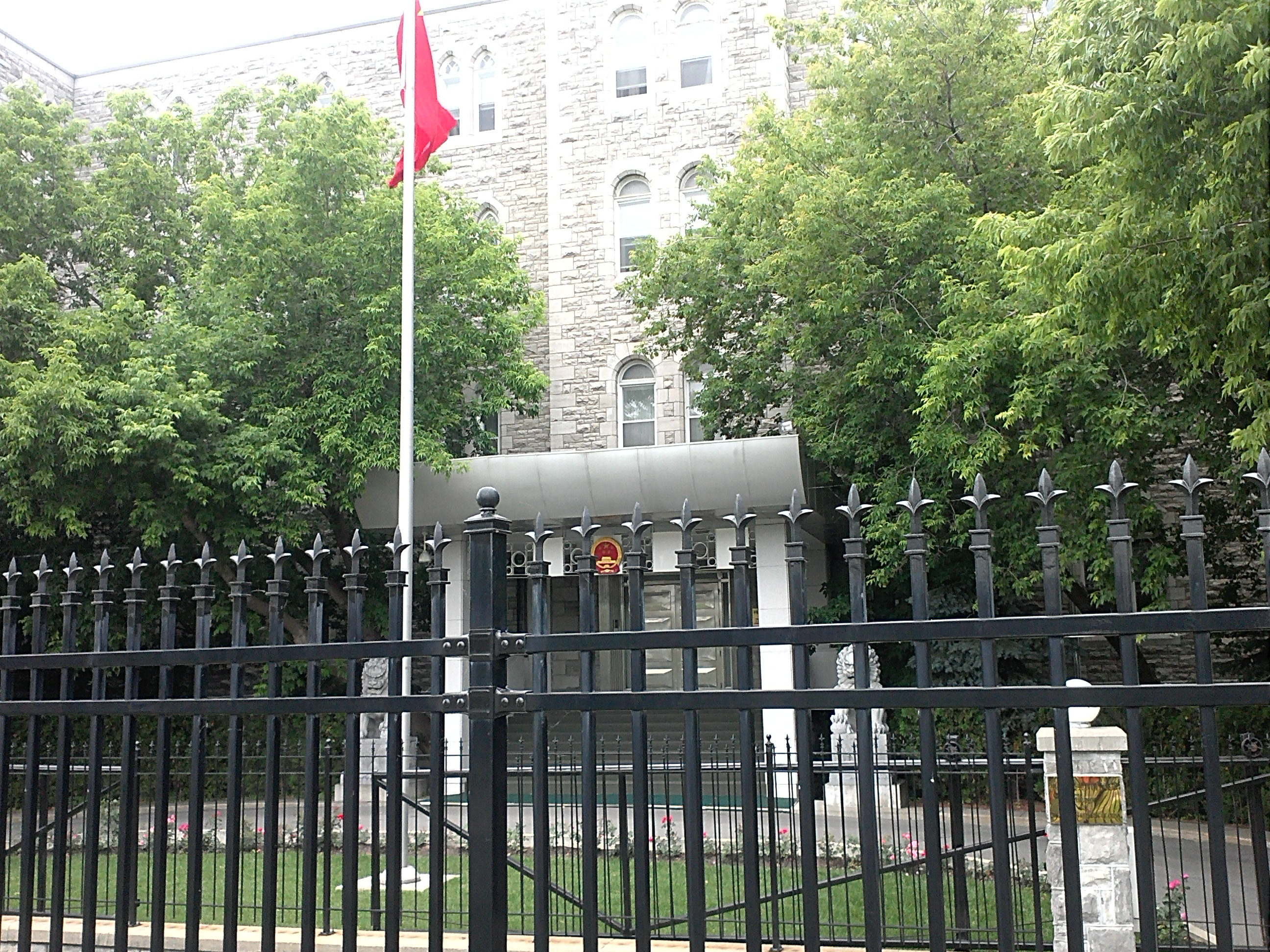
中华人民共和国驻加拿大大使馆

中華人民共和國於1949年建國，在建國之初，加拿大保持與中華民國邦交，並未承認中華人民共和國。1970年10月13日，加拿大與中華人民共和國建交，同時與中華民國斷交，雙方关系取得长足发展。次年10月25日，加拿大投票反對中華民國續留聯合國，对聯合國大會第2758號決議投下赞成票，支持恢复中华人民共和国在联合国组织中的合法权利。
1973年10月，加拿大总理皮埃尔·特鲁多访华，这是自雙方建交后加总理首次访华，此后高层交往不断增多。中共中央总书记、国家主席、国务院总理、全国人大常委会委员长和全国政协主席等党和国家领导人先后访加。中华人民共和国主席李先念在1985年7月访问加拿大，是第一位访问加拿大的中华人民共和国国家元首；中共中央总书记江泽民在1997年11月访问加拿大，是第一位访问加拿大的中华人民共和国最高领导人。加拿大總督、总理和参、众两院议长亦多次访华。2016年9月21日北美東部時間下午，中華人民共和國國務院總理李克强搭乘专机抵达加拿大首都渥太华麦克唐纳-卡蒂埃国际机场。两国总理將在一个月内实现互访，充分体现了双方对发展中加关系的重视。
2018年12月，加拿大警方应美国政府要求逮捕华为公司副董事长兼首席财务官孟晚舟，而孟晚舟事件的爆发导致中华人民共和国与加拿大关系恶化。在孟晚舟被抓捕后第九天，國際危機組織东北亚高级顾问、前加拿大外交官东北亚高级顾问康明凯与在丹东市开办非盈利组织专营朝鲜旅游业务的加拿大商人迈克尔·斯帕弗因涉在华从事间谍活动在中国大陆被中国警方拘留。加拿大总理賈斯汀·杜魯多表示，此事与孟晚舟案有关，要求中国释放涉案两人。加拿大、美国政府批评、谴责中国任意拘留外國公民當成外交談判籌碼，进行人质外交。日本、英国以及法国德国等欧盟成员国联合签署宣言，谴责中国的人质外交不合法不道德。中国政府表示，此案与孟晚舟事件无关。2021年8月，迈克尔·斯帕弗被判间谍相关罪行，处11年有期徒刑，两人后于2021年9月获释归国。2023年11月，加拿大媒体《环球邮报》发布报道，表示有消息人士称迈克尔·斯帕弗自述其涉案是因为无意中被骗，而向康明凯提供了有关朝鲜的情报，而这些情报最终被送回加拿大间谍机构，最终导致两人被抓。加拿大全球事务部就此事发布声明，表示中国在延续虚假叙述，康明凯未从事间谍活动。
2019年1月14日，因涉嫌贩毒被捕的35岁加拿大人罗伯特·劳埃德·谢伦伯格，被大连市中级人民法院判处死刑，谢伦伯格不服宣判结果，当庭提出上诉。此前，谢伦伯格曾被判处15年有期徒刑，他提出上诉后，辽宁省高级人民法院认为一审判决认定被告人为从犯和犯罪未遂并从轻处罚明显不当，经审理，辽宁省高级人民法院裁定将案件发回原审法院重新审判。大连市人民检察院补充起诉了新的犯罪事实，并当庭宣判以走私毒品罪判处被告人谢伦伯格死刑，并处没收个人全部财产。开庭前法院依规通知了加拿大驻华使馆，该馆官员到庭旁听。各界群众、部分中外媒体记者50余人旁听了庭审和宣判。英国广播公司认为，中国政府似乎有意突出案件的国际影响，罕见地邀请外国记者到场旁听，重审只进行了一天，死刑审判结果在庭审不到一小时便公布。加拿大总理賈斯汀·杜魯多在记者会上表示不满，认为中国政府已经开始随意使用死刑，呼吁国际社会关注案件。

2019年2月，多倫多大學士嘉堡分校發生學生會會長選舉風波。當選學生會會長的加籍藏人齊美拉莫被一些中國大陸留學生發現曾與第十四世达赖喇嘛合照及展示自由西藏標語，指控具有藏獨背景，並發起罷免聯署，此事引起中國大陸留學生與其他族裔學生之間的衝突。同時，亦有中國大陸留學生在麥克馬斯特大學發起示威，抗議疆獨份子入校演講；此兩事引發加拿大啟動引渡孟晚舟到美國的程序。2019年4月30日，加拿大籍毒贩范威被广东省江门市中级人民法院判处死刑。2019年7月，一名加拿大公民因涉毒在中國大陸山東烟台市遭到拘留。同月，加拿大国家微生物实验室聘請的华裔病毒学家邱香果夫妇以及他们的学生以政策違規為由被加方人員带离加拿大国家微生物实验室，最終邱香果和其丈夫被實驗室除名。2019年10月，麥馬士達大學學生會撤銷「中國學生聯誼會」的社團註冊。
2020年5月11日，中華人民共和國政府捐赠给加拿大的一批医疗物资运抵加拿大安大略省约翰·卡尔·芒罗哈密尔顿国际机场。该批物资包括医用防护服、护目镜、N95口罩、外科口罩、无菌外科手套、面罩和隔离衣等。中華人民共和國政府向加方捐赠了总计32吨的医疗物资。除此次到货的物资外，其余的测试盒等将在近期发货。另外，包括广东、江苏、贵州、云南、海南、北京和上海等中国大陆多个地方政府近期也已向加拿大不列颠哥伦比亚省、魁北克省、新斯科舍省、安大略省以及多个城市捐赠大批医用物资。中国银行、阿里巴巴集团、携程等中国大陆企业也向加方捐赠了各种医疗物资。
2020年10月13日，加拿大总理特鲁多批评中国，表示中国进行胁迫式外交、在香港实施的镇压措施，以及拘留维吾尔穆斯林等行径，对中国自身、对世界其他国家而言都是适得其反。中華人民共和國外交部发言人赵立坚表示加拿大“混淆事实”，对再次发表有关错误言论表示强烈不满，已向加拿大提出严正交涉。隔日，中華人民共和國驻加拿大大使丛培武在线上新闻发布会上警告加拿大不要向香港民主抗议人士提供庇护，并称加拿大这样做只会危害在香港的30万名加拿大公民和商界人士安全。 加拿大全球事务部长商鵬飛，表示“完全不可接受并令人不安”、“已要求我的部门与大使接洽，以阐明加拿大永远站在保护人权和保护在世界各地加拿大人权利一边的立场”。丛培武的发言引发巨大争议，加拿大许多在野党议员呼吁特鲁多政府对此作出强硬回应，不应允许外国大使在加拿大的领土上对加国公民的安全作出公开威胁。16日，加拿大反对党领袖艾林·奧圖爾呼吁其完全撤消其言论并公开道歉，否则或被驱逐出境。总理特鲁多表示，「加拿大政府不会停止捍卫中国的人权，加拿大会继续与世界各国以及美国，澳大利亚，英国，欧洲国家以及世界上许多共同关心这些问题的国家同盟」。
2021年2月22日，加拿大下议院以266票支持、0票反对，通过了保守党议员庄文浩提出的“宣布中国政府对新疆维吾尔族实行种族灭绝”的动议，宣布中国政府对新疆维吾尔族实行种族灭绝，并要求加拿大联邦政府在国际社会呼吁“2022年冬奥会主办城市从北京更改为其他城市”。总理贾斯汀·特鲁多此前一直不愿定性中华人民共和国政府在新疆实施种族灭绝，认为该词“极其沉重”，表示在做决定前需要进一步审查，故其本人及内阁成员除代表政府投下弃权票的馬克·加諾外，均未参与投票表态。翌日，中华人民共和国驻加拿大大使馆发言人就加方涉疆动议发表谈话，表示：“2010年至2018年，维吾尔族人口从1017万人上升至1272万人，增加255万人，增幅为25%，高于全疆人口14%增幅，更明显高于汉族人口2%增幅，哪来的‘种族灭绝’？”同日，中华人民共和国外交部发言人汪文斌在例行记者会上表示，加方涉疆动议“罔顾事实与常识，对中国蓄意污蔑抹黑，严重违反国际法和国际关系基本准则，粗暴干涉中国内政”。
2022年6月，加拿大指控中国人民解放军战斗机贴近、威脅在靠近朝鲜的国际空域执勤的加拿大军机。加方表示军机被迫改变飞行路径並指中共人员行为毫不专业，已通過外交途径提出交涉。中华人民共和国国防部表示，是加拿大对中华人民共和国進行抵近侦察、挑衅，並表示解放军将采取措施并通过外交渠道向加方提出交涉。
2022年11月，加拿大环球新闻发文指控中華人民共和國政府干预2019年加拿大聯邦大選，文章指控中華人民共和國政府在大选期间动用其在加拿大的代理人网络，向一名国会候选人和一名安大略省省議會议员提供25万加元资助。针对有关指控，加拿大國會跨党派小组成员要求召开紧急会议，共同商讨对策。11月14日，加拿大警方以获取商业机密、未经授权使用计算机和违反公职人员的信任四项指控，对任职于魁北克水電公司的35岁男子王跃生（音译，Yuesheng Wang）提出逮捕。这是警方首度根据《加拿大安全信息法》提出商业机密指控，若经定罪，最高刑期为10年。11月15日，正在印尼巴厘岛出席二十国集团领导人峰会的加拿大总理贾斯廷·特鲁多与中共中央总书记兼中华人民共和国主席习近平进行非正式会谈，期间特鲁多对干涉加拿大大选的问题向习近平表示“严重关切”。隔日，雙方又进行了短暂交谈，习近平对加拿大报纸披露两人会谈内容表示不满，称这“不是对待谈话的应有方式”，应该认真、相互尊重地进行对话，“否则就不好说了”，两人道别后习近平在传媒镜头前又补上一句“很天真”。
2023年5月，加拿大外交部長趙美蘭表示，港裔眾議員莊文浩在香港的家屬受到中國政府騷擾，并表示，不排除以驅逐中國外交官以示不滿。5月8日，加拿大政府宣布驱逐中国驻多伦多总领事馆领事赵巍，并将其列为“不受歡迎人物”，因其被認為受中國指使負責收集關於莊文浩的情報。中国驻加拿大使馆发言人表示，这严重违反国际法和国际关系基本准则，严重违反中加双边相关协定，蓄意破坏中加关系，中方强烈谴责并坚决反对，已向加方提出严正抗议。5月9日，中方宣布采取对等反制措施，将加拿大驻上海总领馆领事甄逸慧列为“不受歡迎人物”，已要求其5月13日前离华。
2023年8月，加拿大环境与气候变化部长蒂文·吉尔博访问中国，出席在中国举行的中国环境与发展国际合作委员会（CCICED）年会，蒂文·吉尔博是2018年孟晚舟事件以来首位访问中国的加拿大部长。
2023年10月16日，加拿大國防部表示，加方CP-140「極光號」海上巡邏機在中國海岸附近的國際空域逾八小時執行聯合國安理會對北韓制裁的「霓虹行動」任務，阻止非法船隻向朝鲜運輸石油，期間多架中國解放軍戰機對加拿大軍機危險攔截，一度迫近距離不到5公尺，還在加機前方發射照明彈。 加拿大國防部長比爾·布萊爾表示此舉非常魯莽、不專業並且具高度危險性。中國外交部發言人毛寧表示，加方軍機進入赤尾嶼領空是嚴重侵犯中國主權，中方行動為依法依規處置。
2024年12月10日，加拿大全球事务部制裁八名中国现任和前任高级官员，原因为其侵犯新疆、西藏人权以及法轮功学员的镇压。12月21日，中华人民共和国外交部作出反制，对加拿大“维吾尔人权倡导项目”、“加拿大西藏委员会”实施制裁，冻结相关资产，禁止中国境内的组织、个人与其进行有关交易、合作等活动，对在两家组织任职的20人不予签发签证、不准入境。

## 经貿關係
20世纪年代，中加两国就有民间贸易活动，1961年中华人民共和国和加拿大签订的小麦贸易协定，两国开始官方的贸易活动。自1970年两国建交并于1973年签订政府间贸易协定以来，两国经济贸易增长迅速。1999年11月，中加两国就中华人民共和国国加入世界贸易组织达成双边协议。
2010年6月，第四届中加经贸合作论坛在渥太华举行，两国企业家逾500人参加，签署了涉及矿业、环保、新能源和投资服务等领域多项合作文件，总金额约5亿加元。10月，中加经济伙伴关系工作组首次会议在北京召开。2012年7月，两国发布经济互补性联合研究报告。2012年9月，中华人民共和国和加拿大两国领导人在俄罗斯亚太经济合作组织领导人非正式会议期间签署《中加投资保护协定》，2014年10月该协定正式生效。
孟晚舟事件后，中华人民共和国禁止从加拿大谷物加工商李察逊国际公司和威特发公司进口油菜籽，又取消Olymel LP和Drummond Export公司的对华猪肉出口资格。進口禁令直到2019年11月才有所鬆動。2020年9月18日，加拿大外交部长表示，因孟晚舟事件以及2名加拿大公民遭中方报复性拘留，加拿大已放弃与中华人民共和国進行自由贸易谈判。
2021年1月，中国人民银行与加拿大银行续签双边本币互换协议。2022年中加货物贸易额961亿美元，同比增长17.3％。其中，中华人民共和国出口加拿大537亿美元，加拿大出口中华人民共和国424亿美元。中华人民共和国是加拿大第二大贸易伙伴、进口来源地及出口市场。
2024年9月6日，中方就加拿大对中国新能源汽车、钢铝制品征收附加税措施在世界贸易组织向加方提出磋商请求。2025年3月8日，中方宣布对加拿大菜子油、猪肉等部分农产品和食品征收報復性关税。

## 文化交流
2003年中华人民共和国和加拿大签署《中加政府关于加强文化合作的联合声明》。
2005年中华人民共和国和加拿大签署《中加政府文化协定》。
2018年2月，首次中加文化联委会议在渥太华举行。

## 科技合作
2007年中国和加拿大签署《中加政府科学技术合作协定》，两国设立政府科技合作基金，并建立科技合作联委会机制。
2016年加拿大总理贾斯汀·杜鲁多访问中国期间，中加双方同意建立“中加清洁技术联合工作组”。首次“中加清洁技术联合工作组”会议于2017年5月在渥太华举行。
2016年中国国务院总理李克强访问加拿大，双方同意建立中加创新对话机制。2018年10月，首届中加创新对话在北京举行。

## 人员往来
1885年，加拿大國會通过《限制及规管华人移民至加拿大的法令》，对所有移民到加拿大的华人征收50加元人头税，并于此后两次调升税金。1923年7月1日，加拿大国会颁布的《1923年华人移民法令》生效，该法令取代前述法令，完全禁止华人移民加拿大。1947年5月14日，该法被加拿大议会废除。华人组织多年来一直呼吁加拿大政府公开为过去的人头税道歉并賠偿。2006年加拿大联邦大选期间，保守党领袖史蒂芬·哈珀将“向华人正式道歉”作为竞选承诺之一。2006年7月22日，总理史蒂芬·哈珀在加拿大國會举行正式道歉仪式。

### 旅游
2010年6月，中华人民共和国与加拿大签定旅游目的地协议。此后中国大陆赴加拿大游客增长迅猛。2012年初，加拿大累计接待中国大陆游客11.52万人次，中国大陆超过澳大利亚成为继美、英、法、德之后加拿大第五大旅游客源国。2019年中华人民共和国公民到访加拿大约57.1万人次。加拿大公民到访中国大陆约77.63万人次。
2023年8月，中國解除在新冠疫情期间，对美国、德国、日本和澳洲等几十个国家的团队游禁令，但名單中沒有加拿大，中国驻渥太华大使馆就此事表示，這是加拿大当局的反北京言论所致。

### 留学
截至2020年底，加拿大共有1200余名留学生在中国大陆学习，中国大陆约16.7万名留学生在加拿大学习。

## 外部連結
| - 中华人民共和国驻加拿大大使馆官方网站（简体中文）（英文） - 中华人民共和国驻加拿大大使馆经济商务处官方网站（简体中文） - 中华人民共和国驻温哥华总领事馆官方网站（简体中文）（英文） - 中华人民共和国驻温哥华总领事馆经贸之窗官方网站（简体中文） - 中华人民共和国驻多伦多总领事馆官方网站（简体中文）（英文） - 中华人民共和国驻多伦多总领事馆经贸之窗官方网站（简体中文） - 中华人民共和国驻卡尔加里总领事馆官方网站（简体中文）（英文） - 中华人民共和国驻卡尔加里总领事馆经贸之窗官方网站（简体中文） - 中华人民共和国驻蒙特利尔总领事馆官方网站（简体中文）（法文） - 中华人民共和国驻蒙特利尔总领事馆经贸之窗官方网站（简体中文） | - 加拿大駐華大使館官方網站（英文）（法文） - 加拿大駐上海總領事館官方網站（英文）（法文） - 加拿大駐廣州總領事館官方網站（英文）（法文） - 加拿大駐重慶總領事館官方網站（英文）（法文） - 加拿大駐香港總領事館官方網站（英文）（法文） |